# Ragnhild Myklebustová
Ragnhild Myklebustová (* 13. prosince 1943 Oslo) je norská lyžařka, mnohonásobná vítězka paralympijských her. Za své kariéry se stala nejúspěšnější sportovkyní zimních her v historii, když získala 27 medailí, z toho 22 zlatých.

## Kariéra
Myklebustová závodila po obrně kvůli postižení dolních končetin na vozíku (sáňkách). Získala pět zlatých medailí a jednu stříbro na zimních paralympijských hrách v roce 1988, dvě zlaté na hrách 1992, pět zlatých, dvě stříbrné a dvě bronzové v roce 1994, pět zlatých v Naganu a pět zlatých na hrách v roce 2002, kde ve věku 58 let svou kariéru ukončila. Úspěchy vybojovala ve třech různých sportech – běžeckém lyžování, biatlonu a rychlobruslení. V běžeckém lyžování byla neporazitelná, když vyhrála všech šestnáct paralympijských závodů, ve kterých startovala.